# Szpital św. Gertrudy w Gdańsku
Szpital św. Gertrudy w Gdańsku (St. Gertruden Hospital) – szpital w Gdańsku wybudowany przed rokiem 1342 zniszczony w 1945 roku, który znajdował się przy głównym szlaku komunikacyjnym naprzeciwko Bramy Długoulicznej.

## Historia
Pierwsza wzmianka o Szpitalu św. Gertrudy pochodzi z roku 1342. Szpital przeznaczony był dla podróżnych, których patronką była święta Gertruda. Mieścił się przy obecnej ulicy Wały Jagiellońskie. Przy budynku szpitalnym znajdowała się kaplica cmentarna św. Gertrudy. Leczono w nim przede wszystkim osoby z chorobami zakaźnymi. W 1520 roku w obliczu zagrożenia przez wojska zakonu krzyżackiego mieszkańcy Gdańska profilaktycznie spalili szpital, wkrótce potem gmach odbudowano. Ze względu na rozbudowę umocnień Głównego Miasta w 1563 roku wyburzono gmach i przeniesiono na prawy brzeg Kanału Raduni, między fosą Starego Przedmieścia a obecną ul. Mostową i Traktem św. Wojciecha. Szpital otrzymał pomoc finansową od Rady Miasta. Z publicznej kolekty zebrano 643 grzywny. Drugim etapem wsparcia finansowego instytucji było przekazanie niewykorzystanych przez miasto funduszy barbaresków, tj. zaplanowanych środków na wykup marynarzy z niewoli pirackiej. Do patronki szpitala nawiązuje Bastion św. Gertrudy. W 1576 r., podczas wojny Gdańska z królem polskim Stefanem Batorym, nowe zabudowania ponownie uległy zniszczeniu. W latach 1581–1582 ukończono budowę budynku szpitalnego w kształcie długiego, kalenicowego, piętrowego gmachu, o konstrukcji szachulcowej, mieszczącego kaplicę na środkowej kondygnacji. Około roku 1620 powierzchnię kompleksu powiększono od północy. Dalszy rozwój Szpitala św. Gertrudy miał miejsce po wybudowaniu w 1626 r. Bramy Nizinnej. Wykorzystano leżące naprzeciwko budynku tereny na lewym brzegu Kanału Raduni. W latach 1769–1770 wyburzono szachulcowe zabudowania, zastępując je murowanymi.
W roku 1741 powołana została fundacja Carla i Susanne Groddecków zajmująca między innymi opieką nad pensjonariuszami szpitala św. Gertrudy.
W XIX wieku Szpital św. Gertrudy nie przeszedł procesu medykalizacji. Instytucja pełniła funkcję przytułku. Przyjmowano osoby powyżej 50. roku życia wyznania chrześcijańskiego, mogące wkupić się według taryfy zależnej od wieku. Bezpłatne utrzymanie bywało przyznawane w sytuacjach wyjątkowych zasłużonym dla szpitala lub związanego z nim kościoła Zbawiciela. Do roku 1945 kompleks obejmował dwa budynki powstałe w latach 1769–1770, oraz trzy wzniesione po roku 1850. Ostatnią nieruchomość oddano do użytku w sierpniu 1883 roku. Szpital został zniszczony w 1945 roku.
Podczas budowy centrum handlowego Forum Gdańsk w centrum Gdańska, zapoczątkowanej w połowie 2015 roku, znaleziono pozostałości średniowiecznego szpitala oraz 1143 ludzkie szkielety. Odkryto między innymi piece typu hypokaustum.